# Британния (горный приют)
Британния (нем. Britanniahütte, англ. Britannia Hut) — горный приют (хижина, шале) Швейцарского альпийского клуба, расположенный к югу от муниципалитета Saas-Almagell в кантоне Вале.
Приют находится на высоте 3030 метров над уровнем моря, у подножия пика Аллалинхорн возле ледника Аллалин в горном массиве Mischabel. На него можно легко попасть со станции Felskinn, ведущей на ледник Фи.

## История и деятельность

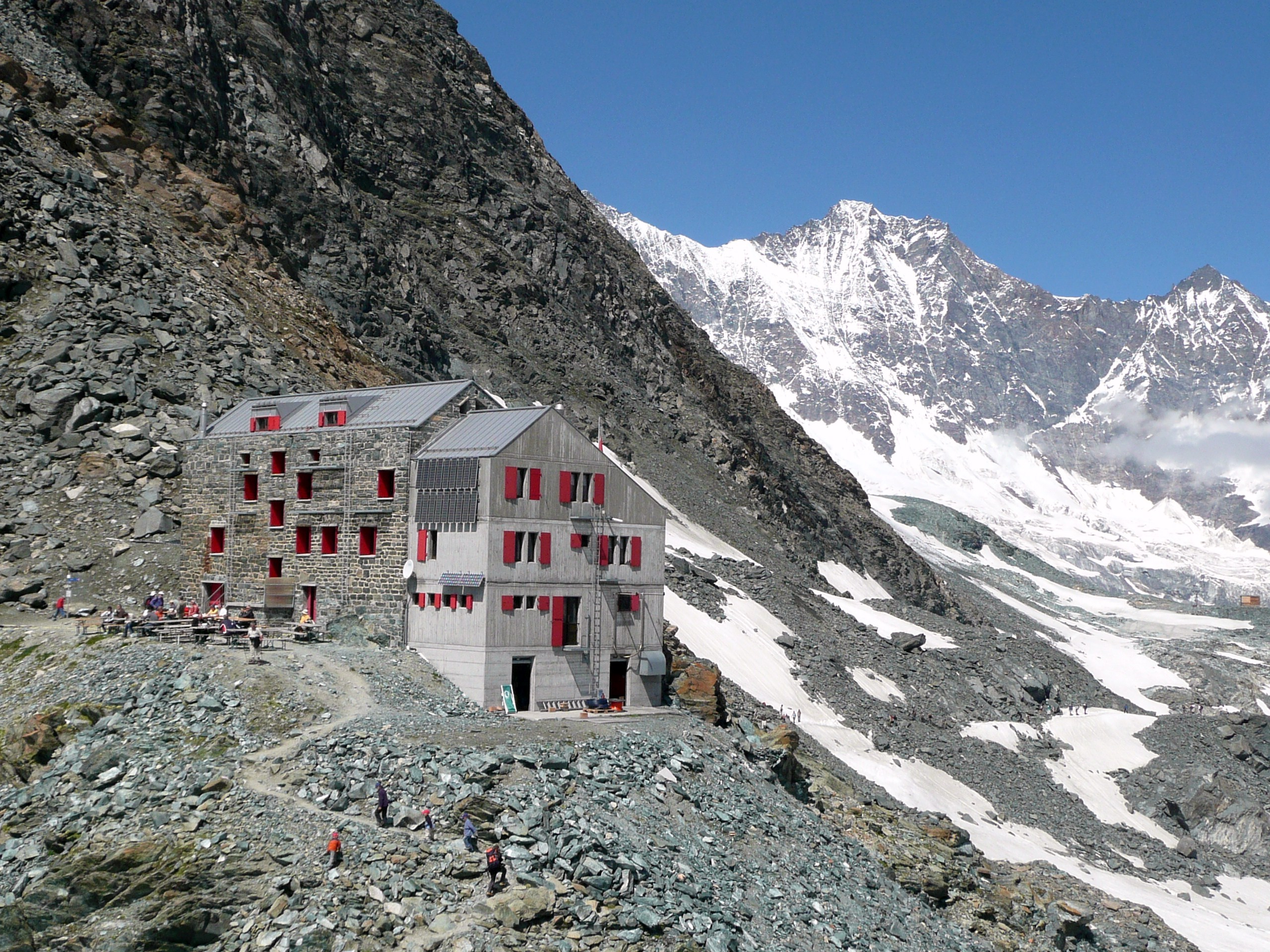
Приют «Британния» с горой Дом на заднем плане, 2007 год

Этот альпийский приют официально был открыт 17 августа 1912 года, когда ключи от приюта были вручены Швейцарскому альпийскому клубу вице-президентом ассоциации Association of British Members of the Swiss Alpine Club (ABMSAC, основан в 1909 году). Приют «Британния» был подарен Швейцарскому клубу в благодарность за гостеприимство, оказываемое британским альпинистам, и содержался за счет взносов членов клуба ABMSAC.
Электричество в приюте производится солнечными батареями; для сбора дождевой и талой воды имеется специальный бак ёмкостью 16000 литров. Отходы деятельности приюта вертолётом увозятся в долину.
Приют «Британния» был капитально отремонтирован в 1997 году.
Этот горный приют является отправной точкой для восхождений на пики:
- Альпхубель (4206 м)
- Римпфишхорн (4199 м)
- Штральхорн (4190 м)
- Аллалинхорн (4027 м)
- Fluchthorn (3790 м)
- Egginer (3370 м)